# Liskî, Colomeea
Liskî (în ucraineană Ліски) este un sat în comuna Korșiv din raionul Colomeea, regiunea Ivano-Frankivsk, Ucraina.

## Demografie
Componența lingvistică a localității Liskî
     Ucraineană (100%)
Conform recensământului din 2001, toată populația localității Liskî era vorbitoare de ucraineană (100%).